# スサーナ・ディアス・パチェーコ
スサーナ・ディアス・パチェーコ（スペイン語: Susana Díaz Pacheco、1974年10月18日 - ） は、スペインの政治家。アンダルシーア社会労働党（PSOE-A、スペイン社会労働党のアンダルシーア州の地域支部政党）の書記長、現在のアンダルシーア自治州首相。カトリック教会の信徒。

## 経歴

### 生い立ち
セビリアの自治体政府の配管工として働くホセ・ディアスと専業主婦である妻の間に4人姉妹の長女として生まれた。
市内トリアーナ地区に暮らし、スサーナは家族にレアル・ベティスの試合を見るためにエスタディオ・ベニート・ビジャマリンによく連れて行かれた。
セビリア大学では法学部に通い、給付奨学金を得る一方で、家庭教師のアルバイトや、自宅での化粧品販売なども行った。スペイン社会労働党の青年組織スペイン社会主義青年に参加した。

### 党青年部書記および自治体議員時代（1997年-2004年）
1997年にアンダルシーア社会主義青年（スペイン社会主義青年のアンダルシーア州の支部組織）の書記に選出、学業は中断された（法学士号は10年後に学業に復帰するまで取得せず、サン・テルモ財団によるAlta Dirección de Instituciones Socialesのコースで実現された）。
1999年の自治体選挙ではセビリアのPSOEの候補者リストに登録され、自治体首長にアルフレード・サンチェス・モンテセイリンが選出された。自身も議員に当選し、青少年・雇用担当に任命、後に人材担当となった。またトリアーナ＝ロス・レメディオス地区の地区代表に選ばれ、2000年にセビリアで開催された東方三博士の行列（スペイン各地で1月5日に行われる東方の三博士の仮装行列）に闘牛士クーロ・ロメーロのバルタザールの扮装での参加を実現させた。
2002年には同じくセビリア出身のホセ・マリア・モリーチェとエスペランサ・デ・トリアーナ礼拝堂で結婚式を挙げた。

### 国会議員時代（2004年-2012年）
スペイン社会労働党青年部での活動後、様々な政治的職責を務め（2004年から2008年にかけてセビリア県選挙区選出で国会下院議員となり、2008年からはセビリア選挙区からアンダルシーア自治州議会議員に選出、2011年から翌2012年にかけてはアンダルシーア州より国会上院議員に指名）、また党の組織担当の職責（2004年から2010年に党セビリア県支部の、2010年3月から2012年7月まで、アンダルシーア社会労働党の組織担当書記）を担当した。

### 自治州政府閣僚時代（2012年-2013年）
2012年5月6日、ホセ・アントニオ・グリニャン・マルティネスによってアンダルシーア自治政府の首相府および平等担当の閣僚（Consejería de Presidencia e Igualdad）に抜擢された。2012年7月14日から2013年11月30日までセビリアの党組織の書記長を務めた。

### 自治州政府首相時代（2013年-）

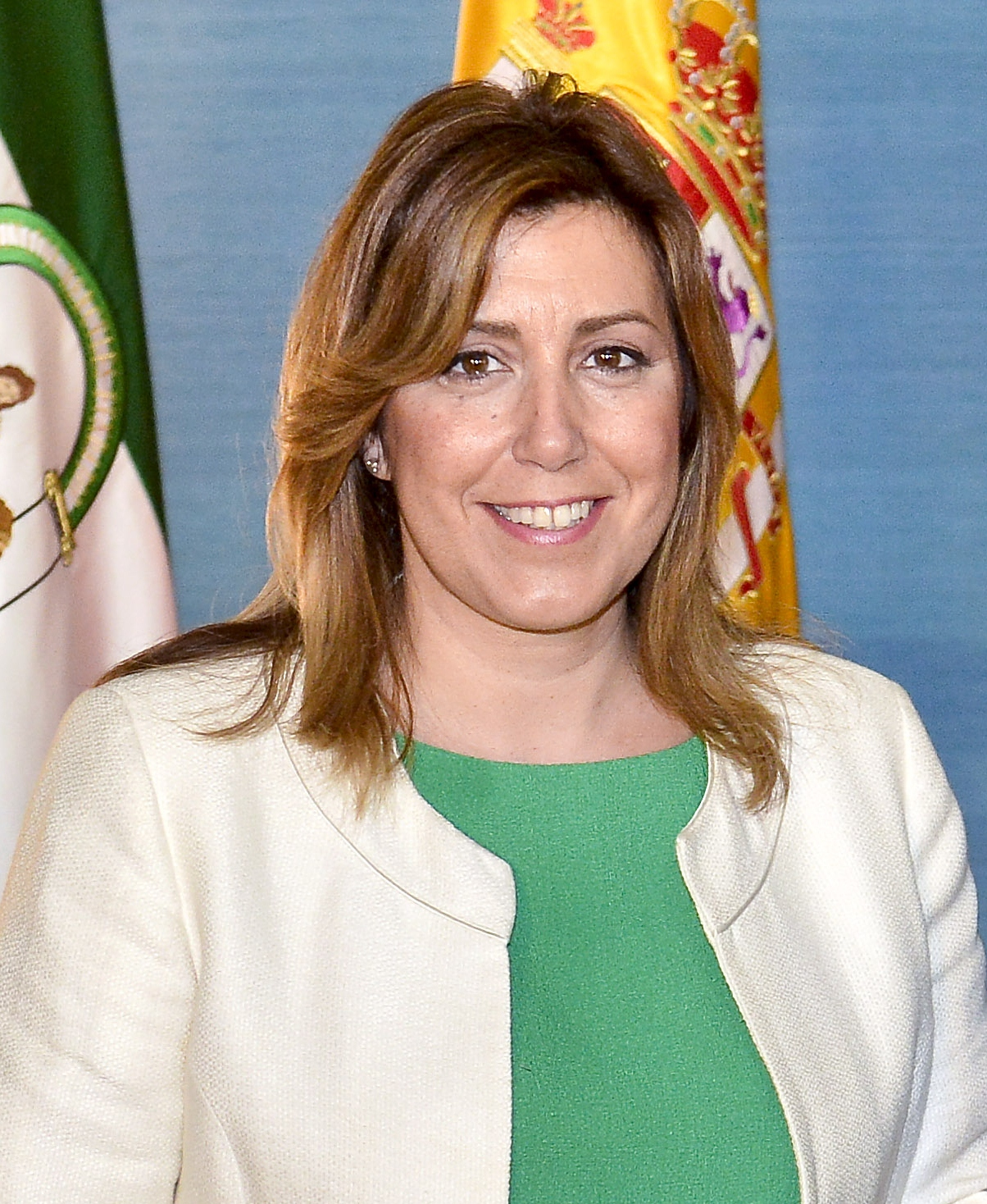
スサーナ・ディアス（2014年4月）

グリニャンが次の州首相を決める自治州選挙に出馬しないという声明の発表を受けて、2014年7月4日にアンテケーラで開かれた党大会で元州首相のラファエル・エスクレードの支持を得て、同党からの州首相候補選出のための予備選挙へ名乗りを上げた。21,000人以上のPSOE-A党員の署名を得たスサーナ・ディアスに対し、他の候補は必要な推薦人を集めることができなかったため、ディアスが唯一の候補者として予備選挙を経ることなく、州政府首相候補に決したことを発表した。同年8月27日のグリニャンの辞任後、PSOE-Aはスサーナ・ディアスを次期州議選での同党州首相候補として公表した。
2013年9月4日・5日の両日に開かれた自治州議会での州首相選出選挙で、PSOE-Aと連立与党のアンダルシーア統一左翼（IULV-CA、統一左翼の地域支部政党）から指示を得て58票を獲得、対する国民党候補の得票数は48票で、新たな州首相に選出された。9月7日、ラファエル・エスクレード、ホセ・ロドリゲス・デ・ラ・ボルボージャ、マヌエル・チャベス、ホセ・アントニオ・グリニャンなどの州首相経験者や元スペイン首相のホセ・ルイス・ロドリゲス・サパテロ、財務・公共行政相のクリストーバル・モンテーロ、社会労働党書記長（当時）のアルフレード・ペレス・ルバルカバなどの面々が列席した盛大な就任式典が行われた。同年11月23日にグラナダで開かれた臨時党大会で98.6%の支持を得て、PSOE-Aの新書記長に選出された。
2015年1月25日、IULV-CAとの間で締結されていた政治協定破棄を発表、翌日に自治州議会を解散した。スサーナ・ディアスは連立政権の不安定な状況とIULV-CAの閣僚について、「不信感」を拭えなくなったと解散に至った経緯を説明した。他党はスサーナ・ディアスが自党の党中央指導部入りを目指すための予備選に名乗りを上げるために選挙日程を一方的に決定したと非難したが、彼女は否定した。
5月5日、8日、14日と3度にわたって行われた首相指名選挙においてスサーナ・ディアスは反対多数で否決されたが、6月11日に行われた4度目の首相指名選挙で市民党の協力を得て賛成多数で自治州首相に選出された。

## 職責一覧
- アンダルシーア社会主義青年組織担当書記（1997年-2004年）
- セビリア市議会議員（1999年-2004年）
- セビリア自治体政府人材担当助役（2003年-2004年）
- セビリア県選出国会下院議員（2004年-2008年）
- セビリア県社会労働党組織担当書記（2004年-2010年）
- セビリア県選出アンダルシーア自治州議会議員（2008年-）
- アンダルシーア社会労働党組織担当書記（2010年-2012年）
- アンダルシーア自治州議会指名国会上院議員（2011年-2012年）
- アンダルシーア自治州政府首相府兼平等担当閣僚（2012年-2013）
- セビリア県社会労働党書記長（2012年-2013年）
- アンダルシーア自治州首相（2013年-）
- アンダルシーア社会労働党書記長（2013年-）
- スペイン社会労働党全国政策評議会議長（2014年-）